# Alypophanes phoenicoxantha
Alypophanes phoenicoxantha är en fjärilsart som beskrevs av George Francis Hampson 1911. Alypophanes phoenicoxantha ingår i släktet Alypophanes och familjen nattflyn. Inga underarter finns listade i Catalogue of Life.